# Dżuryn (obwód tarnopolski)
Dżuryn (ukr. Джурин) – wieś na Ukrainie, w  rejonie czortkowskim obwodu tarnopolskiego, w hromadzie Białobożnica. Liczy 1289 mieszkańców. Przez wieś przebiega droga terytorialna T 2001.
Znajduje się tu przystanek kolejowy Dżuryn, położony na linii dawnej Galicyjskiej Kolei Transwersalnej.

## Historia
W II Rzeczypospolitej miejscowość była siedzibą gminy wiejskiej Dżuryn w powiecie czortkowskim województwa tarnopolskiego.
W 1937 poświęcono w Dżurynie nowy kościół pw. p.w. Narodzenia Najświętszej Maryi Panny. 
15 grudnia 1944 r. nacjonaliści ukraińscy z OUN-UPA zamordowali tutaj 2 Polaków, 1 Rosjanina i 1 Ukrainkę. W 1945 r. ze stacji kolejowej w Dżurynie, ze względu na wysadzony tunel w Buczaczu, gromadzono w oczekiwaniu na transport Polaków ekspatriowanych z kilkunastu miejscowości. Przebywali oni tutaj przez kilka tygodni w prowizorycznych szałas, stając się ofiarami napaści i kradzieży ze strony miejscowych Ukraińców. 
W Dżurynie urodził się Iwan Nimczuk (1891-1956), ukraiński dziennikarz, redaktor naczelny dziennika Diło.